# Francesco Negri (théologien)
Pour les articles homonymes, voir Francesco Negri et Negri.
Francesco Negri, à sa naissance Francesco Buonamonte, Franciscus Nigrus en latin, est un moine bénédictin, un humaniste, érudit et théologien italien ayant rejoint la Réforme protestante en 1525, né à Bassano del Grappa en 1500, et mort à Pińczów en 1563.

## Biographie
Francesco Negri est né dans une famille aristocratique de Bassano. Dans l'Encyclopédie italienne de 1934, l'historien des mouvements hérétiques de la Renaissance Delio Cantimori a affirmé que Francesco Negri s'appelait à l'origine Francesco Buonamonte. Dans l'article le concernant écrit par Lucio Biasiori pour le Dictionnaire Biographique des Italiens de 2013, il écrit que sa mère, Dorotea Chiaromonte, descend d'une famille noble de Vicence. Dans la seconde moitié du XVIIIe siècle, l'érudit bassanais Giambattista Verciil a affirmé que les parents de Francesco ont été appelés Cristoforo Negri et Dorotea Buonamente. Il a eu pour maîtres Andrea Locatelli et Giovanni da Reggio.
En 1517, il est entré, sous le nom de « fra Simeone », dans le monastère de San Benedetto à Polirone. Plus tard il a résidé dans deux autres centres de la congrégation bénédictine, Santa Giustina de Padoue et San Giorgio Maggiore de Venise où il a été rejoint par son frère, Girolamo, en 1524. Au XVIe siècle, les centres bénédictins étaient des lieux d'études perméables aux nouvelles idées religieuses venant d'au-delà des Alpes. En 1525, le frère Simeon s'est rendu en Allemagne et a rejoint la Réforme protestante. À cette occasion, il aurait pris le nom de famille « Negri ». En 1763, Verci affirme qu'il a été poussé à fuir en Allemagne à la suite d'un crime passionnel.
Francesco Negri est allé d'abord à Augsbourg et a défendu la Confession d'Augsbourg. Après 1529, il s'est rendu à Strasbourg, un des centres de la Réforme protestante proche de Zwingli. Il y a épousé la strasbourgeoise Cunegonda Fessi. Il a participé aux enseignements réformateurs Wolfgang Capiton et Martin Bucer, mais n'ayant pas des revenus suffisants, il a travaillé comme tisserand. Cependant, il n'a pas négligé les études humanistes. Pendant son séjour à Strasbourg, il a traduit en latin le Commentarii delle imprese dei Turchi de Paolo Giovio sous le titre Turcicarum rerum commentarius. L'ouvrage est accompagné d'une préface de Philippe Mélanchthon ; il aurait commencer à traduire le Discorsi sopra la prima deca di Tito Livio de Machiavel, mais a été interrompu pour se consacrer à son travail principal, la Tragedia del libero arbitrio.
Après un bref séjour en Italie au printemps 1530, il revient à Strasbourg puis s'installe à Chiavenna, alors dans le canton des Grisons, en 1538. Il y a ouvert une école et y a écrit ses œuvres les plus importantes: une grammaire latine (Rudimenta Grammaticae), un résumé des Métamorphoses d'Ovide (Ovide Metamorphoseos Epitome), le poème en hexamètres Rhetia sive de moribus situ et Rhetorum et surtout la Tragedia del libero arbitrio dans laquelle il se montre un protagoniste de l'hétérodoxie italienne.
Il s'est trouvé en difficulté avec la communauté évangélique des Grisons lors de l'affrontement doctrinaire entre Camillo Renato et Agostino Mainardi. Negri a pris le parti du premier qui avait des positions radicales sur les sacrements, sur la nature humaine du Christ et l'immortalité de l'âme. La situation s'est aggravée quand Francesco Stancaro est venu à Chiavenna. Il avait des contacts avec Pier Paolo Vergerio, ancien évêque de Capodistria, son ami et dont Negri a traduit quelques oeuvres (De Gregorio papa et l'Apologia).
Comme beaucoup d'autres exilés italiens, il s'installe en 1562 à Pińczów, en Pologne, avec son fils Giorgio, où il retrouve la petite communauté italienne antitrinitarienne avec Giorgio Blandrata et Gian Paolo Alciati. Il y décède de la peste l'année suivante, alors qu'il prévoyait de retourner à Chiavenna pour retrouver sa femme et deux autres de ses enfants.

## Publications
- Turcicarum rerum commentarius Pauli Iouii episcopi Nucerini ad Carolum V imperatorem Augustum: ex Italico Latinus factus, Francisco Nigro Bassianate interprete. Origo Turcici imperij. Vitae omnium Turcicorum imperatorum. Ordo ac disciplina Turcicae militiae exactissime conscripta, eodem Paulo Iouio autore, Argentorati: ecxudebat VVendelinus Rihelius, 1537 (Argentorati: per Vvendelinum Rihelium, mense Septembri, 1537)
- Rudimenta grammaticae, ex auctoribus collecta, 1541
- Ovidianae metamorphoseos epitome per Franciscum Nigrum bassianatem collecta. Ad Gubertum Salicem iurisconsultum. Sanctarum interpres longe doctissime legum gloria non patrij parua Guberte soli, haec patiare precor tibi qualiacunque dicari scripta tui, quamuis candidus ipse, Nigri, Tiguri: excudebat Froschouerus, 1542
- Tragedia di Francesco Negri Bassanese intitolata, Libero arbitrio, Basilea: Johann Oporinus, 1546 (traduction française : Tragédie du roy Franc-arbitre, en laquelle les abus, pratiques et ruses cauteleuses de l'antéchrist sont au vif déclarées, d'un stil fort plaisant et récréatif, 1559 (lire en ligne))
- Rhetia, siue de situ & moribus Rhetorum: Francisco Nigro Bassanensi autore, Basileae (Basileae: ex officina Ioannis Oporini, 1547)
- Breuissima somma della dottrina christiana recitata da vn fanciullo. In domanda, et in risposta. Per Francesco Negro bassanese (édité probablement àa Basilea par Johnnes Oporinus vers 1550)
- De Fanini Faventini, ac Dominici Bassanensis morte, Qui nuper ob Christum in Italia Rom. Pon. iussu impie occisi sunt, Brevis Historia, Francisco Nigro Bassanensi authore, Poschiavo?, Dolfino Landolfi?, 1550
- Ein warhaffte geschicht von zweyen herrlichen menneren Fanino von Fauentia vnd Dominico von Basana die auss geheyss Bapsts Julij dess dritten von wegen dess Heiligen Euangelions newlich in Italia getödt vnnd gemarteret sind. Durch Franciscum Nigrum von Basana in Italia in Latin beschriben vnnd yetz in Tütsch bracht, Getruckt zü Bern, by Matthis Biener, 1552
- Francisci Nigri bassanensis Canones grammaticales, siue latina syntaxis, in puerorum vsus e bonis autoribus collecta, a pluribus prioris impressionis erroribus repurgata, & nonnullis quidem in locis auctior, nonnullis vero etiam imminutior facta, per Ambrosium Ballistam, Pesclavii, apud Dolphinum Landolphum, 1555
- Liberum arbitrium, tragoedia Francisci Nigri Bassanensis, Nunc primum ad ipso authore latine scripta & edita, Genève, apud Joannem Crispinum, 1559